# 久保田勉之助
久保田 勉之助（くぼた べんのすけ、1885年11月3日 - 1962年3月10日）は、大正から昭和時代の日本の化学者、教育者。東京帝国大学教授、立教理科専門学校（現・立教大学理学部）教授、東邦大学理学部教授、千葉商科大学教授

## 人物・経歴
1885年（明治18年）11月3日生まれ。千葉県出身。千葉県士族、久松善の二男。後に先代、太郞吉の養子となる。
1910年（明治43年）、東京帝国大学理科大学化学科を卒業。第八高等学校（現・名古屋大学の前身の一つ）教授を経て、理化学研究所研究員を務める。
1919年（大正8年）から1922年（大正11年）までフランスに留学。ポール・サバティエ（ノーベル化学賞受賞者）のもとで有機化学の研究に従事。
帰国後、東京帝国大学助教授となり、理学部に勤務して理化学研究所研究員を務める。1925年（大正14年）、理学博士の学位を取得。
1934年（昭和9年）、東京帝国大学教授に就任。教え子には平田義正（名古屋大学名誉教授）がいる。
1944年（昭和19年）に立教理科専門学校（現・立教大学理学部）が開設されると、化学科の教授に就任。開設にあたって数学科の教授には藤原松三郎、地質学科教授には矢部長克が任じられ、物理学科教授には学校開設に尽力し主幹を務めた曾禰武（立教大学教授、後の開成中学校・高等学校校長）が就任した。
1951年（昭和26年）、東邦大学理学部教授に就任した後、千葉商科大学教授を務めた。
久保田は、有機化学の触媒の研究で知られた。

## 主な著作
- 『有機化学に於ける接触反応論』	ポール・サバチエ著 久保田勉之助 柏木一三 共訳	明文堂 1923年3月
- 『化学実験法』	裳華房 1927年
- 『基準有機化学』裳華房 1930年
- 『化学概論』山海堂 1932年10月